# Мачерет Євгенія Леонідівна
Євге́нія Леоні́дівна Мачере́т (4 червня 1929 — 9 вересня 2011) — член-кореспондент Національної Академії медичних наук України, обрана 8 квітня 1997 року за спеціальністю неврологія, психіатрія, доктор медичних наук (1971 р.), професор (1976 р.), завідувач кафедри неврології і рефлексотерапії Київської медичної академії післядипломної освіти ім. П. Л. Шупика (з 1978 р.).

## Біографія
У 1955 році закінчила Київський медичний інститут. Три роки після закінчення інституту працювала у поліських селах. 1964 року прийнята на кафедру нервових хвороб Київського державного інституту вдосконалення лікарів. У 1970 році захистила докторську дисертацію «Застосування ехоенцефалографії в неврологічній практиці». Учениця професора Д. І. Панченка.
Під керівництвом професора Є. Л. Мачерет у 1977 р. була створена служба рефлексотерапії в Україні, підготовлено понад 17 тис. спеціалістів, відкрито мережу кабінетів, розроблено значний перелік методик лікування різних захворювань методами рефлексотерапії.

## Наукова та педагогічна діяльність
Наукові праці присвячені клінічній та експериментальній неврології, включаючи питання судинної патології центральної нервової системи, запальних захворювань, черепно-мозкової травми, захворювань периферичної нервової системи, а також дослідженню механізмів дії рефлексолазеротерапії на нервову систему. Великий цикл робіт присвячений розробці лазерних апаратів, електростимуляторів, спеціальних апаратів для електропунктури, акупунктури, акупунктурної діагностики. Значний її внесок в розробку проблеми клінічних особливостей перебігу пухлин головного мозку в залежності від локалізації процесу та віку хворого.
Розробила експериментальну модель церебрального арахноїдита, що дозволило відпрацювати оптимальні методи його лікування і профілактики. Вперше у світовій практиці представила переконливі дані про поєднані ураження судин головного мозку, серця та кінцівок. Вивчала механізми розвитку церебральних розладів у осіб, які постраждали під час аварії на ЧАЕС та розробляла спеціальні методи по їх реабілітації.
Створила школу сучасних методів немедикаментозної терапії, в тому числі рефлексотерапії та лазеротерапії в клінічній практиці. Під її керівництвом проведені спеціальні дослідження по впливу лазерного випромінювання з різною довжиною хвилі на мембрану нервових клітин. Мала диплом професора Всесвітнього Таньзцинського коледжу традиційної китайської медицини з правом викладання на Сході.
Автор більш ніж 790 опублікованих наукових праць, 18 монографій та 6 навчальних посібників.
Під керівництвом професора Є. Л. Мачерет виконано 12 докторських та 49 кандидатських дисертацій, пройшли навчання 44 аспіранти і 56 клінічних ординаторів, підготовлено близько 21 тис. спеціалістів-неврологів, 17,5 тис. рефлексотерапевтів, 250 інтернів і магістрів.
Президент Європейської асоціації з лазеротерапії, вице-президент Всесвітньої асоціації з акупунктури, президент Української асоціації з акупунктури і лазеротерапії, член президії Вченої Ради МОЗ України, головний позаштатний спеціаліст з рефлексотерапії МОЗ України, член редколегій багатьох медичних журналів.

### Наукові праці
Основні наукові праці:
- «Руководство по рефлексотерапии» (1989 р.);
- «Клініко-фармакотерапія неврологічних і нейрохірургічних захворювань» (1993 р.);
- «Основы электро- и акупунктуры» (1993 р.);
- «Справочник врача-невропатолога поликлиники» (1995 р.);
- «Практична неврологія» (1997 р.);
- «Радіаційна енцефалопатія та нетрадиційні методи її лікування» (2000 р.);
- «Електродіагностика та лікування в рефлексотерапії» (2001 р.);
- «Нервові хвороби» (2001 р., 2002 р.);
- «Нове у лікуванні невропатії лицевого нерва» (2005 р.);
- «Атеросклеротична дисциркуляторна енцефалопатія» (2005 р.);
- «Сучасний погляд на проблему черепно-мозкової травми та її віддалені наслідки»(2005 р.);
- «Основи традиційної китайської медицини в рефлексо-терапії»(2005 р.);
- «Патогенез, методи, дослідження та лікування больових синдромів»(2006 р.);
- «Остеохондроз поперекового відділу хребта, ускладнений грижами дисків»(2006 р.).

## Нагороди
- «Відмінник охорони здоров'я СРСР» (1978 р.);
- Заслужений діяч науки і техніки України (1989 р.);
- Державна премія України в галузі науки і техніки 1993 року — за цикл праць «Початкові та зворотні форми порушень мозкового кровообігу. Розробка і впровадження у практику нових методів профілактики, діагностики, лікування та реабілітації в Україні» (у складі колективу)[1];
- Орден княгині Ольги (30 жовтня 2003) — за вагомий особистий внесок у розвиток медичної науки, підготовку та перепідготовку фахівців, високий професіоналізм[2];
- Почесна грамота Кабінету Міністрів України (2008 р.).